# Kenneth Lofton
Kenneth Wayne Lofton Jr. (Port Arthur, Texas, 14 de agosto de 2002) es un baloncestista estadounidense que pertenece a los Shanghai Sharks de la CBA china. Con 1,98 metros de estatura, juega en la posición de ala-pívot.

## Trayectoria deportiva

### Universidad
Jugó dos temporadas con los Bulldogs de la Universidad Tecnológica de Luisiana, en las que promedió 14,3 puntos, 9,0 rebotes, 2,1 asistencias y 1,1 robos de balón por partido. En su primera temporada fue elegido freshman del año e incluido en el tercer mejor quinteto de la Conference USA, mientras que en su segunda temporada fue incluido en el mejor quinteto de la conferencia.
El 22 de marzo de 2022, Lofton se declaró elegible para el draft de la NBA de 2022. No firmó con un agente, lo que le permitió la flexibilidad de regresar a Louisiana Tech, aunque finalmente descartó esa opción.

#### Estadísticas
| Año     | Equipo         | PJ | PT | MPP  | %TC  | %3P  | %TL  | RPP  | APP | ROB | TPP | PPP  |
| ------- | -------------- | -- | -- | ---- | ---- | ---- | ---- | ---- | --- | --- | --- | ---- |
| 2020–21 | Louisiana Tech | 32 | 28 | 22.8 | .567 | –    | .596 | 7.5  | 1.5 | 1.0 | .7  | 12.2 |
| 2021–22 | Louisiana Tech | 33 | 33 | 27.0 | .539 | .200 | .672 | 10.5 | 2.8 | 1.2 | .7  | 16.5 |
| Total   | Total          | 65 | 61 | 24.9 | .550 | .200 | .637 | 9.0  | 2.1 | 1.1 | .7  | 14.3 |

### Profesional
Tras no ser elegido en el Draft de la NBA de 2022, el 2 de julio firmó un contrato dual con los Memphis Grizzlies. Debutó en la NBA el 22 de octubre de 2022 ante Dallas Mavericks anotando 4 puntos. Esa temporada disputó 24 partidos con el primer equipo. El 9 de abril de 2023, en el último encuentro de temporada regular ante Oklahoma City Thunder, anota 42 puntos, superando los 11 puntos que tenía como mejor marca personal del 17 de marzo ante San Antonio Spurs. Se convirtió en el primer jugador en la historia de la NBA en sumar al menos 40 puntos y 10 rebotes en la primera vez como titular de un jugador, ya que las titularidades se registraron oficialmente desde la temporada 1970-71.
En su segunda temporada en Memphis, disputó 15 encuentros antes de ser cortado del equipo el 18 de diciembre de 2023, para hacer hueco en la plantilla para el retorno de Ja Morant de la suspensión.
El 23 de diciembre de 2023 firmó un contrato dual con los Philadelphia 76ers y su filial de la G League, los Delaware Blue Coats. Fue despedido el 1 de marzo de 2024, diez días después, firmó con Utah Jazz. Al término de la temporada y tras disputar 4 encuentros con los Jazz, es cortado.
El 15 de agosto de 2024 firmó contrato con los Chicago Bulls, pero fue despedido el 17 de octubre.
El 24 de octubre de 2024 firmó con los Shanghai Sharks de la CBA china.

## Estadísticas de su carrera en la NBA

### Temporada regular
| Año     | Equipo       | PJ | PT | MPP  | %TC  | %3P  | %TL  | RPP | APP | ROB | TPP | PPP  |
| ------- | ------------ | -- | -- | ---- | ---- | ---- | ---- | --- | --- | --- | --- | ---- |
| 2022-23 | Memphis      | 24 | 1  | 7.3  | .527 | .353 | .593 | 2.1 | .8  | .2  | .1  | 5.0  |
| 2023-24 | Memphis      | 15 | 0  | 6.6  | .378 | .300 | .533 | 1.0 | .9  | .2  | .2  | 2.6  |
| 2023-24 | Philadelphia | 2  | 0  | 4.4  | .167 | .000 | —    | 1.5 | .0  | .0  | .0  | 1.0  |
| 2023-24 | Utah         | 4  | 0  | 22.8 | .600 | .333 | .818 | 5.0 | 4.8 | .8  | .5  | 13.8 |
| Total   | Total        | 45 | 1  | 8.3  | .497 | .317 | .623 | 2.0 | 1.2 | .2  | .2  | 4.8  |

### Playoffs
| Año   | Equipo  | PJ | PT | MPP | %TC  | %3P  | %TL  | RPP | APP | ROB | TPP | PPP |
| ----- | ------- | -- | -- | --- | ---- | ---- | ---- | --- | --- | --- | --- | --- |
| 2023  | Memphis | 4  | 0  | 3.0 | .375 | .000 | .500 | .8  | .3  | .0  | .0  | 1.8 |
| Total | Total   | 4  | 0  | 3.0 | .375 | .000 | .500 | .8  | .3  | .0  | .0  | 1.8 |